# Nowiny (rejon włodzimierski)
Nowiny (ukr. Новини) – wieś na Ukrainie na terenie rejonu włodzimierskiego w obwodzie wołyńskim, liczy 111 mieszkańców.